# Rashun Williams
Rashun Williams (Edison, Georgia, 14 de octubre de 1999) es un jugador de baloncesto profesional estadounidense. Juega de alero y su actual equipo es el Club Deportivo Valdivia de la Copa Chile de Básquetbol. 

## Carrera deportiva
Es un jugador formado en la Calhoun High School situada en Calhoun (Georgia) hasta 2018, cuando ingresó en la Universidad del Sur de Florida, situada en Tampa, Florida, donde jugaría durante tres temporadas en la División I de la NCAA con los South Florida Bulls, desde 2018 a 2021. 
En la temporada 2021-22, ingresa en la Universidad de Radford, institución académica ubicada en Radford, Virginia, donde jugaría una temporada en la División I de la NCAA con los Radford Highlanders.
En la temporada 2022-23, optó por bajar un escalón e ingresa en la Universidad de Texas en Tyler, donde jugaría la División II de la NCAA con los Texas-Tyler Patriots.
El 13 de julio de 2023, se incorpora a las filas de Fibwi Palma de la Liga LEB Plata.
El 17 de octubre de 2024, se confirma su incorporación a las filas del Club Deportivo Valdivia de la LNB Chile.